# 第18方面軍 (日本軍)
第18方面軍（だいじゅうはちほうめんぐん）は、大日本帝国陸軍の方面軍の一つ。前身は1943年に編成された泰国駐屯軍（タイこくちゅうとんぐん）、および泰国駐屯軍が改組された第39軍（だいさんじゅうきゅうぐん）。

## 沿革
第18方面軍は初めタイ国駐屯軍（正式名称：泰国駐屯軍。以下同じ）として編制され、1944年（昭和19年）12月に第39軍へ改編、1945年（昭和20年）7月第18方面軍へ改編昇格した。
初めの名称に在るように、大日本帝國と日泰攻守同盟条約を結んだ枢軸の盟友タイ王国の守備を任務とし、同地で終戦まで存続して任務を完遂した。

## 第18方面軍概要
- 通称号：義
- 編制時期：1943年（昭和18年）1月4日編制、1944年（昭和19年）12月14日第39軍に改編、1945年（昭和20年）7月7日第18方面軍に改編昇格
- 編成地：タイ・バンコク
- 上級部隊：南方軍

### 歴代司令官

#### タイ国駐屯軍司令官
- 中村明人（陸士22期）：1943年（昭和18年）1月4日 -

#### 第39軍司令官
- 中村明人（陸士22期）：1944年（昭和19年）12月20日 -

#### 第18方面軍司令官
- 中村明人（陸士22期）：1945年（昭和20年）7月14日 -

### 歴代参謀長

#### タイ国駐屯軍参謀長
- 守屋精爾（陸士29期）：1943年（昭和18年）1月4日 - 1943年1月21日[1]
- 山田国太郎（陸士27期）：1943年（昭和18年）1月21日 -
- 浜田平（陸士28期）：1944年（昭和19年）11月22日 -

#### 第39軍参謀長
- 浜田平（陸士28期）：1944年（昭和19年）12月20日 -
- 花谷正（陸士26期）：1945年（昭和20年）7月9日 -

#### 第18方面軍参謀長
- 花谷正（陸士26期）：1945年（昭和20年）7月14日 -

#### 参謀副長他
- 第18方面軍参謀副長：浜田平（1945年（昭和20年）7月14日 - ）
- タイ国駐屯軍兵器部長：黒田茂陸軍少将（陸士30期）

### 終戦時の隷下部隊
- 第15軍
  - 第4師団

- 第15師団
- 第22師団
- 独立混成第29旅団
- 第5工兵隊司令部：小林茂吉少将
- 南方軍第6通信隊
- 南方軍第2憲兵隊：徳田豊大佐

兵站部隊
- 第89兵站地区隊本部 :連隊長 下村力大佐 長崎県雲仙市出身陸士31期
- 南方第16陸軍病院：戸倉賤夫軍医大佐
- 第133兵站病院（バンポン）
- 第148兵站病院（ナコンパトム）：石村猛雄軍医中佐
- 第34野戦防疫給水部

第18方面軍補給廠　 　 　
- 第18方面軍兵站病馬廠：杉尾石松獣医中佐
- 第18方面軍軍馬防疫廠
- 第18方面軍野戦兵器廠：鍛冶川学大佐
- 第18方面軍野戦自動車廠：二宮邦彦大佐
- 第18方面軍野戦貨物廠：吉川達郎主計中佐